# Coal Run Village
Coal Run Village är en ort i Pike County, Kentucky, USA. År 2000 hade orten 577 invånare. Den har enligt United States Census Bureau en area på 6,5 km², allt är land.